# Tonya Harding
Tonya Maxene Harding (Portland, Oregon, 12 de novembro de 1970) é uma ex-patinadora artística e ex-boxeadora americana. Ela disputou por duas vezes os Jogos Olímpicos, foi campeã do Campeonato dos Estados Unidos e conquistou a medalha de prata no Campeonato Mundial de 1991.
No entanto, Tonya se tornou mais famosa em 1994 por seu envolvimento no atentado contra outra patinadora, Nancy Kerrigan, num episódio que o portal Sapo de Portugal chamou de "um dos maiores escândalos da história do desporto".
Devido ao crime, no qual acabou implicada, ela foi banida para sempre de todas as competições da Federação de Patinação Artística dos Estados Unidos.
O ataque de Tonya a Nancy foi "um tema de conspiração, abuso, inveja e vingança", escreveu o La Silla Rota em 31 de janeiro de 2022.

## Biografia
Tonya nasceu em 12 de novembro de 1970, em Portland, Oregon, filha de LaVona Golden e Al Harding. O pai abandonou a família quando ela ainda era pequena, piorando a situação do que o Sapo chamou de "família problemática". À Oprah Winfrey Tonya disse anos atrás que sua mãe a chamava de gorda e feia e que às vezes a arrastava para fora da pista de treinamento para surrá-la com uma escova de cabelo ou cabide.
"Depois dos abusos da mãe e de desistir da escola para se dedicar completamente à sua carreira, Tonya Harding casou aos 20 anos com Jeff Gillooly, que daria continuidade aos maus tratos e que viria a ser elemento fundamental no ataque a Nancy Kerrigan", escreveu o Sapo em novembro de 2021.
Depois do incidente com Nancy, nos anos 2000 Tonya virou lutadora de artes-marciais sob o nome de "America's Bad Girl" (A Menina Má Da América), carreira que foi fugaz, segundo o portal La Silla Rota. Ela também apareceu na TV como comentarista de reality shows e incursionou pelas áreas de construção civil, paisagismo e pintura.
Sua vida, porém, continuou problemática, com ela revelando que Gillooly, então já seu ex-marido, a havia ameaçado de morte em 2004, a havia espancado e estuprado com a ajuda de dois amigos. Ela também se envolveu em conflitos domésticos.
Segundo o Sapo em novembro de 2021, "atualmente, Harding é dona de casa e dedica-se inteiramente ao seu filho".
Em 2017, o crime foi relembrado no filme "I, Tonya" (Eu, Tonya), com a atriz Margot Robbie fazendo o papel principal.

### Na patinação
Tonya começou a patinar aos 3 anos de idade e ganhou seu primeiro prêmio aos quatro. Conhecida por sua força atlética, foi a segunda mulher no mundo e a primeira mulher americana a realizar o salto Axel triplo em 1991.
Além do salto histórico, Tonya também venceu em seguida o Campeonato Nacional e foi prata no Campeonato Mundial, na Alemanha.

## O crime
Apesar de seus feitos, Tonya não era o único destaque na patinagem artística e sua vaga na equipa Olímpica de 1994 não era certa. Quem também se destacava era a patinadora Nancy Kerrigan, que detinha a medalha de bronze dos Jogos Olímpicos de 1992 e havia sido bronze no Campeonato do Mundo na Alemanha. Além disto, Kerrigan era uma espécie de "queridinha da América", e, segundo o Sapo, "o país inteiro queria ser representado além fronteiras pela imagem que esta passava". Ela também tinha boa aceitação por parte de jurados e patrocinadores, enquanto Tonya "nunca foi consensual entre os júris das competições pela sua forma de estar e ser".
Em 6 de janeiro de 1994, depois de algumas ameaças enviadas por cartas entre as partes, Nancy Kerrigan foi agredida quando saía de um treino em Detroit, quando um homem acertou seu joelho com um bastão. "A grande concorrente de Nancy Kerrigan, Tonya Harding, foi rapidamente associada ao ataque", escreveu o Sapo.
Investigadores do FBI logo entraram em ação e chegaram ao nome de Shawn Eckardt, guarda-costas de Tonya, principalmente por ele começar a "gabar-se pela cidade que tinha sido o 'cérebro' por trás do sucedido". Preso, Eckardt, deu o nome dos demais envolvidos: Shane Stant, que usou um bastão extensível para tentar quebrar o joelho de Nancy; Derrick Smith, responsável por dirigir o carro da fuga; e Jeff Gillooly, ex-marido de Tonya.
Inicialmente, Tonya disse não saber de nada e pediu desculpas pelo ocorrido. Porém, a história teve uma reviravolta quando autoridades encontraram um papel no lixo onde a patinadora havia anotado o local e horário onde Nancy estava treinando no dia do crime. Especialistas confirmaram que a caligrafia era a de Harding.
Com isto e depois de confessar que tinha omitido informações sobre o episódio durante seus depoimentos aos policiais, após as Olimpíadas de 1994, onde ficou em 8º lugar (Kerrigan ficou com a medalha de prata), Tonya foi julgada e acabou condenada a três anos de liberdade condicional, 500 horas de serviço comunitário e a pagar 100 mil dólares ao Estado e 50 mil a um fundo para ajudar os 'Special Olympics'. Ela também teve que devolver o título de Campeã Nacional e acabou banida para sempre de todas as competições da Federação de Patinação Artística dos Estados Unidos.

## Principais resultados

### Patinação artística no gelo
| Resultados                                                                  | Resultados    | Resultados       | Resultados        | Resultados        | Resultados      | Resultados       | Resultados        | Resultados        | Resultados        | Resultados    | Resultados    | Resultados    |
| Internacional                                                               | Internacional | Internacional    | Internacional     | Internacional     | Internacional   | Internacional    | Internacional     | Internacional     | Internacional     | Internacional | Internacional | Internacional |
| Evento/Temporada                                                            | 1985– 1986    | 1986– 1987       | 1987– 1988        | 1988– 1989        | 1989– 1990      | 1990– 1991       | 1991– 1992        | 1992– 1993        | 1993– 1994        |               |               |               |
| --------------------------------------------------------------------------- | ------------- | ---------------- | ----------------- | ----------------- | --------------- | ---------------- | ----------------- | ----------------- | ----------------- | ------------- | ------------- | ------------- |
| Jogos Olímpicos                                                             |               |                  |                   |                   |                 |                  | 4.ª               |                   | 8.ª               |               |               |               |
| Campeonato Mundial                                                          |               |                  |                   |                   |                 | Medalha de prata | 6.ª               |                   |                   |               |               |               |
| Nations Cup                                                                 |               |                  |                   |                   | Medalha de ouro |                  |                   |                   |                   |               |               |               |
| NHK Trophy                                                                  |               |                  | Medalha de bronze |                   |                 | Medalha de prata |                   |                   | 4.ª               |               |               |               |
| Prize of Moscow News                                                        |               |                  |                   | Medalha de ouro   |                 |                  |                   |                   |                   |               |               |               |
| Skate America                                                               |               | Medalha de prata |                   |                   | Medalha de ouro |                  | Medalha de ouro   |                   | Medalha de bronze |               |               |               |
| Skate Canada International                                                  |               |                  |                   |                   |                 |                  |                   | 4.ª               |                   |               |               |               |
| Nacional                                                                    |               |                  |                   |                   |                 |                  |                   |                   |                   |               |               |               |
| Campeonato dos Estados Unidos                                               | 6.ª           | 5.ª              | 5.ª               | Medalha de bronze | 7.ª             | Medalha de ouro  | Medalha de bronze | Medalha de peltre | DSQ               |               |               |               |
|                                                                             |               |                  |                   |                   |                 |                  |                   |                   |                   |               |               |               |
| Legenda: DSQ = Desqualificada; Competição não foi disputada nesta temporada |               |                  |                   |                   |                 |                  |                   |                   |                   |               |               |               |

### Boxe
| Resultados                                                                       | Resultados         | Resultados | Resultados            | Resultados               | Resultados                              | Resultados | Resultados |
| -------------------------------------------------------------------------------- | ------------------ | ---------- | --------------------- | ------------------------ | --------------------------------------- | ---------- | ---------- |
| 4 vitórias (3 decisões, 1 nocaute), 3 derrotas (2 nocautes, 1 decisão), 0 empate |                    |            |                       |                          |                                         |            |            |
| Data                                                                             | Oponente           | Resultado  | Tipo                  | Assaltos (total) / Tempo | Local                                   |            |            |
| 25 de junho de 2004                                                              | Amy Johnson        | Derrota    | TKO                   | 3 (4), 1:04              | Edmonton, Alberta, Canadá               |            |            |
| 2 de agosto de 2003                                                              | Melissa Yanas      | Derrota    | TKO                   | 1 (4), 1:13              | Dallas, Texas, Estados Unidos           |            |            |
| 13 de junho de 2003                                                              | Emily Gosa         | Vitória    | Decisão (unanimidade) | 4 (4)                    | Lincoln City, Oregon, Estados Unidos    |            |            |
| 28 de março de 2003                                                              | Alejandra Lopez    | Vitória    | Decisão (unanimidade) | 4 (4)                    | Tulsa, Oklahoma, Estados Unidos         |            |            |
| 15 de março 2003                                                                 | Shannon Birmingham | Vitória    | Decisão (unanimidade) | 4 (4)                    | Gulfport, Mississippi, Estados Unidos   |            |            |
| 22 de fevereiro de 2003                                                          | Samantha Browning  | Derrota    | Decisão (dividido)    | 4 (4)                    | Los Angeles, Califórnia, Estados Unidos |            |            |
| 14 de junho de 2004                                                              | Doug Stanhope      | Vitória    | KO                    | 1 (4)                    | The Man Show, Estados Unidos            |            |            |